# An Post-Sean Kelly/Saison 2010
Dieser Artikel listet Erfolge und Mannschaft des Radsportteams An Post-Sean Kelly in der Saison 2010 auf.

## Saison 2010

### Erfolge in der UCI Europe Tour
In der Saison 2010 gelangen dem Team nachstehende Erfolge in der UCI Europe Tour.
| Datum      | Rennen                                | Kat. | Fahrer            |
| ---------- | ------------------------------------- | ---- | ----------------- |
| 7. Februar | 5. Etappe Étoile de Bessèges          | 2.1  | Niko Eeckhout     |
| 25. Mai    | 3. Etappe FBD Insurance Rás           | 2.2  | David O’Loughlin  |
| 29. Mai    | 7. Etappe FBD Insurance Rás           | 2.2  | Mark Cassidy      |
| 12. Juni   | 3. Etappe Ronde de l’Oise             | 2.2  | Niko Eeckhout     |
| 27. Juni   | Irische Meisterschaft – Straßenrennen | NC   | Matthew Brammeier |

### Zugänge – Abgänge
| Zugänge           | Team 2009                | Abgänge           | Team 2010                    |
| ----------------- | ------------------------ | ----------------- | ---------------------------- |
| Pieter Ghyllebert | Cycling Club Bourgas     | Steven Van Vooren | Topsport Vlaanderen-Mercator |
| Gil Suray         | Roubaix Lille Métropole  | Stephen Gallagher | Sigma Sport-Specialized      |
| Mark McNally      | Team Halfords            | Nigel Kelly       | Unbekannt                    |
| Maxim Debusschere | PWS Eijssen Cycling Team | Jef Peeters       | Unbekannt                    |
| Stijn Minne       | Neoprofi                 |                   |                              |
| Kim Borry         | Neoprofi                 |                   |                              |
| Bjorn Brems       | Neoprofi                 |                   |                              |
| Pascal Hossay     | Neoprofi                 |                   |                              |
| Connor McConvey   | Neoprofi                 |                   |                              |
| Brice Scholtes    | Neoprofi                 |                   |                              |

### Mannschaft
| Name               | Geburtstag        | Nationalität           |              |
| ------------------ | ----------------- | ---------------------- | ------------ |
| Kim Borry          | 17. August 1985   | Belgien                |              |
| Matthew Brammeier  | 7. Juni 1985      | Irland                 |              |
| Bjorn Brems        | 12. Februar 1986  | Belgien                |              |
| Mark Cassidy       | 23. März 1985     | Irland                 |              |
| Benny De Schrooder | 23. Juli 1980     | Belgien                |              |
| Maxim Debusschere  | 10. Juni 1986     | Belgien                |              |
| Niko Eeckhout      | 16. Dezember 1970 | Belgien                |              |
| Pieter Ghyllebert  | 13. Juni 1982     | Belgien                |              |
| Pascal Hossay      | 19. April 1987    | Belgien                |              |
| Kenny Lisabeth     | 22. Juni 1981     | Belgien                |              |
| Connor McConvey    | 20. Juli 1988     | Irland                 |              |
| Ronan McLaughlin   | 11. März 1987     | Irland                 |              |
| Mark McNally       | 20. Juli 1989     | Vereinigtes Königreich |              |
| Stijn Minne        | 10. Mai 1984      | Belgien                |              |
| Paidi O’Brien      | 13. Februar 1984  | Irland                 |              |
| David O’Loughlin   | 29. April 1978    | Irland                 |              |
| Brice Scholtes     | 31. Juli 1988     | Belgien                |              |
| Gil Suray          | 29. August 1984   | Belgien                |              |
| Stagiaires         | Stagiaires        | Nationalität           | Nationalität |
| Stephen Halpin     | Stephen Halpin    | Irland                 |              |
| Philip Lavery      | Philip Lavery     | Irland                 |              |